# 피아노 록
피아노 록(piano rock)은 피아노와 연관된 악기에 중점을 둔 음악 장르의 하나이다. 전형적인 록 음악과는 달리 밴드에 최저 1명은 피아노를 연주 담당을 하고 있는 것이 많다.